# Pajares de la Lampreana
Pajares de la Lampreana est une municipalité espagnole de la communauté autonome de Castille-et-León et de la province de Zamora. En 2015, elle compte 383 habitants.

## Histoire
Pajares est un ancien fief de l'ordre du Temple qui dépendait de leur commanderie de Villárdiga.

## Source
- (es) Cet article est partiellement ou en totalité issu de l’article de Wikipédia en espagnol intitulé « Pajares de la Lampreana » (voir la liste des auteurs).
- (es) C. Pereira Martínez, « Panorámica de la Orden del Temple en la Corona de Galicia-Castilla-León », Criterios, res publica fulget: revista de pensamiento político y social, no 6,‎ 2006, p. 173-204 (lire en ligne)
- (es) Gonzalo Martínez Díez, Los Templarios en Los Reinos de España, Planeta, 2001 (réimpr. 2006), 463 p. (ISBN 978-8-4080-6694-1, présentation en ligne)